# Saint-Loup-de-Fribois
Saint-Loup-de-Fribois is een plaats en voormalige gemeente in het Franse departement Calvados in de regio Normandië en telt 199 inwoners (2004). De plaats maakt deel uit van het arrondissement Lisieux.

## Geschiedenis
Op 1 januari 2017 fuseerde de gemeente met Biéville-Quétiéville tot de commune nouvelle Belle Vie en Auge. 

## Geografie
De oppervlakte van Saint-Loup-de-Fribois bedraagt 3,4 km², de bevolkingsdichtheid is 58,5 inwoners per km².
De onderstaande kaart toont de ligging van Saint-Loup-de-Fribois met de belangrijkste infrastructuur en aangrenzende gemeenten.

## Demografie
Onderstaande figuur toont het verloop van het inwonertal (bron: INSEE-tellingen).
Vanwege een beveiligingsprobleem met de MediaWiki Graph-software is het momenteel niet mogelijk deze grafiek weer te geven. Zodra de software is bijgewerkt zal de grafiek vanzelf weer zichtbaar worden.